# Assemblée nationale (Pakistan)
Pour les autres articles nationaux ou selon les autres juridictions, voir Assemblée nationale.
16e législature
Assemblée constituante
Bâtiment du Parlement
L'Assemblée nationale (en ourdou : ایوان زیریں پاکستان romanisé : Aiwān-e-Zairīñ ; en anglais : National Assembly) est la chambre basse du Parlement du Pakistan. Avec le Sénat, elle forme l'organe législatif fédéral alors que les assemblées provinciales forment les organes législatifs fédérés. Elle est instaurée en 1956 avec la mise en place de la première constitution du pays.
L'Assemblée nationale compte 336 membres, dont 272 sont élus au suffrage universel direct uninominal majoritaire à un tour et 70 au suffrage universel indirect. Les membres actuels de l'Assemblée sont élus à l'issue des élections législatives du 8 février 2024.

## Rôle
L'Assemblée nationale a l'initiative des lois et vote les lois et les amendements constitutionnels avec le Sénat. 
Le Premier ministre est investi par l'Assemblée nationale lors d'un vote ou plusieurs candidats peuvent se présenter. Un candidat doit obtenir une majorité absolue au premier tour ou une majorité relative au second. L'Assemblée nationale peut démettre le Premier ministre par le vote d'une motion de censure. La résolution doit être soutenue par au moins 20 % des députés puis votée par une majorité absolue (172 voix).
L'Assemblée peut être dissoute grâce à l'article 58 de la Constitution. Le président de la République a détenu ce pouvoir de façon discrétionnaire entre 1985 et 1997, puis entre 2003 et 2010. Actuellement, le président dissout l'Assemblée uniquement sur conseil du Premier ministre, ou si le Premier ministre a été renversé par une motion de censure et que L'Assemblée n'apporte pas sa confiance à un nouveau Premier ministre. Le but est d'utiliser les dissolutions pour résoudre les crises politiques, et la décision de dissoudre appartient en fait au Premier ministre.

## Système électoral
L'Assemblée nationale est composée de 336 sièges pourvus pour cinq ans, dont 266 au scrutin uninominal majoritaire à un tour dans autant de circonscriptions. Est élu dans chacune d'elles le candidat arrivé en tête à l'issue d'un unique tour de scrutin. Le nombre et la délimitation des circonscriptions — et donc des sièges à pourvoir — sont déterminés à l'issue de chaque recensement de la population, et varient par conséquent d'un scrutin à l'autre. Le nombre de ces sièges était ainsi de 272 en 2018, contre 266 en 2024. 
A ces sièges élus au scrutin direct s'ajoutent 70 « sièges réservés », dont 60 réservés à des femmes et 10 à des minorités religieuses. Ces sièges sont répartis à la proportionnelle entre tous les partis ayant obtenus des sièges au scrutin direct. Ils sont cependant répartis en proportion du nombre de sièges déjà obtenus et non en proportion des voix, de manière à laisser inchangé le rapport de force issu des résultats du vote populaire. Seuls les partis se voient attribuer des sièges. Les candidats élus en tant qu'indépendants peuvent néanmoins rejoindre officiellement un parti dans les trois jours suivants la publication des résultats du vote populaire, et être ainsi pris en compte dans le total du parti pour la répartition des sièges réservés. Ils ne peuvent pas revenir sur ces ralliements avant la fin de la répartition,.
Un candidat peut présenter sa candidature dans plusieurs circonscriptions, mais ne doit garder qu'un siège s'il en remporte plusieurs. Une élection partielle est alors organisée dans la circonscription dont le poste de député est devenu vacant. Afin de parer la faible participation des femmes dans certaines régions très conservatrices, au moins 10 % de l'électorat s'étant rendu aux urnes dans une circonscription doit être féminin, sans quoi le candidat élu dans la circonscription concernée peut voir son élection annulée.

## Présidence

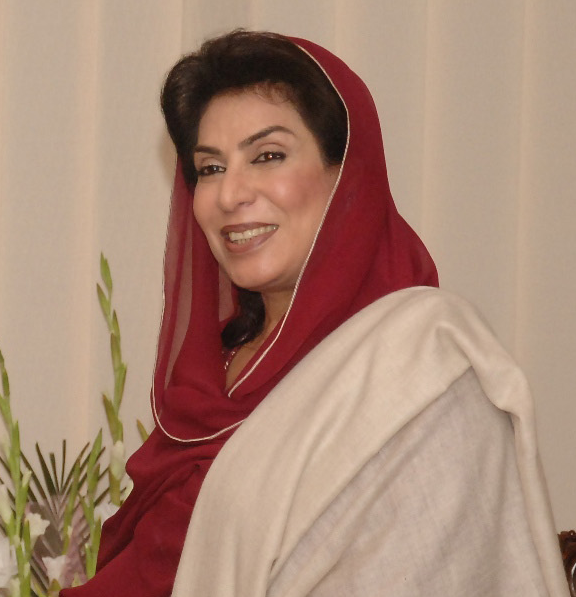
Fahmida Mirza, présidente de l'Assemblée entre 2008 et 2013.

Le président de l'Assemblée nationale assure son fonctionnement et le respect des débats. Il peut assurer l'intérim de la présidence si les postes de président de la République et de président du Sénat sont vacants.
Le 19 mars 2008, Fahmida Mirza, membre du PPP, devient la présidente de l'Assemblée élue avec 249 voix. C'est la première femme à occuper ce poste dans le pays. Depuis le 1er mars 2024, le président de l'Assemblée est Ayaz Sadiq, membre de la Ligue musulmane du Pakistan (N).

## Historique des législatures
| Législature                  | Élections | Début            | Fin               | Composition | Composition | Présidence de l'Assemblée                                                |
| ---------------------------- | --------- | ---------------- | ----------------- | ----------- | --- | ------------------------------------------------------------------------ |
| Ire (Assemblée constituante) | –         | 10 août 1947     | 21 septembre 1954 |             | | Muhammad Ali Jinnah Maulvi Tamizuddin Khan                               |
| IIe (Assemblée constituante) | –         | 7 juillet 1955   | 9 septembre 1958  |             | | Abdul Wahab Khan                                                         |
| IIIe                         | 1962 (en) | 8 juin 1962      | 22 janvier 1965   |             | | Maulvi Tamizuddin Khan Fazlul Qadir Chaudhry                             |
| IVe                          | 1965 (en) | 12 juin 1965     | 12 février 1969   |             | | Abdul Jabbar Khan                                                        |
| Ve                           | 1970      | 14 avril 1972    | 10 janvier 1977   |             | - AL (160) - PPP (81) - PML (11) - JUI-JUP (14) - JI (4) - Autres (14) - Ind. (16) | Zulfikar Ali Bhutto Fazal Elahi Chaudhry Sahibzada Farooq Ali            |
| VIe                          | 1977      | 26 mars 1977     | 5 juillet 1977    |             | - PPP (155) - PNA (37) - Femmes et minorités ethniques (16) - Ind. (8) | Miraj Khalid                                                             |
| VIIe                         | 1985      | 20 mars 1985     | 29 mai 1988       |             | - Ind. (207) - Femmes et minorités ethniques (30) | Syed Fakhar Imam Hamid Nasir Chattha                                     |
| VIIIe                        | 1988      | 30 novembre 1988 | 26 juin 1990      |             | | Miraj Khalid                                                             |
| IXe                          | 1990      | 3 novembre 1990  | 18 juillet 1993   |             | | Gohar Ayub Khan                                                          |
| Xe                           | 1993      | 15 octobre 1993  | 3 novembre 1996   |             | | Youssouf Raza Gilani                                                     |
| XIe                          | 1997      | 15 février 1997  | 12 octobre 1999   |             | | Elahi Bux Soomro                                                         |
| XIIe                         | 2002      | 16 novembre 2002 | 15 novembre 2007  |             | | Chaudhry Amir Hussain                                                    |
| XIIIe                        | 2008      | 17 mars 2008     | 16 mars 2013      |             | - PPP (127) - PML−N (91) - PML−Q (51) - MQM (25) - ANP (13) - JUI-F (8) - PML−F (5) - NPP (1) - PPP-S (1) - BNP-A (1) - Ind. (19) | Fahmida Mirza                                                            |
| XIVe                         | 2013      | 1er juin 2013    | 31 mai 2018       |             | - PML−N (185) - PPP (42) - PTI (35) - MQM (23) - JUI-F (15) - PML−F (6) - JI (4) - PKMAP (4) - NPP (3) - PML−Q (2) - ANP (1) - PML-Z (1) - AML (1) - BAP (5) - BNP-M (4) - GDA (3) - BAP (1) - JWP (1) - AML (1) - AJIP (1) - BNP-M (1) - NP (1) - APML (1) - PQW (1) | Ayaz Sadiq Murtaza Javed Abbasi (intérim) Ayaz Sadiq                     |
| XVe                          | 2018      | 13 août 2018     | 9 août 2023       |             | - PTI (158) - PML−N (82) - PPP (54) - MMA (15) - MQM (7) - PML−Q (5) - BAP (5) - BNP-M (4) - GDA (3) - BAP (1) - JWP (1) - AML (1) - Ind. (4) - Vacants (2) | Asad Qaiser Qasim Suri (intérim) Ayaz Sadiq (intérim) Raja Pervez Ashraf |
| XVIe                         | 2024      | 29 février 2024  | en cours          |             | - PML−N (108) - SIC (81) - PPP (68) - MQM-P (22) - JUI-F (8) - PML−Q (4) - IPP (4) - BNP-M (1) - BAP (1) - MWM (1) - NP (1) - PML-Z (1) - PKMAP (1) - PKNAP (1) - Ind. (8) - Vacants (26)                                                                             | Ayaz Sadiq                                                               |